# Laredo (Texas)
Laredo is een stad in de Amerikaanse staat Texas en telt 231.470 inwoners. Het is hiermee de 115e stad in de Verenigde Staten (2000). De oppervlakte bedraagt 203,2 km², waarmee het de 86e stad is. De stad ligt aan de Rio Grande, die de grens vormt met Mexico. Aan de overkant van de rivier ligt Nuevo Laredo. 

## Demografie
Van de bevolking is 7,8% ouder dan 65 jaar en bestaat voor 12,7% uit eenpersoonshuishoudens. De werkloosheid bedraagt 6,8% (cijfers volkstelling 2000).
Ongeveer 94,1% van de bevolking van Laredo bestaat uit hispanics en latino's, 0,4% is van Afrikaanse oorsprong en 0,5% van Aziatische oorsprong.
Het aantal inwoners steeg van 125.029 in 1990 naar 176.576 in 2000.

## Klimaat
In januari is de gemiddelde temperatuur 12,4 °C, in juli is dat 30,5 °C. Jaarlijks valt er gemiddeld 544,1 mm neerslag (gegevens op basis van de meetperiode 1961-1990).

## Plaatsen in de nabije omgeving
De onderstaande figuur toont nabijgelegen plaatsen in een straal van 20 km rond Laredo.
Aan de andere kant van de grens met Mexico ligt Nuevo Laredo, dat in 1845 werd gesticht door Mexicanen uit Laredo, die weigerden onder Amerikaans gezag te leven.

## Geboren
- Tom DeLay (1947), politicus
- Paul Magnier (2004), wielrenner